# Greg Francis
Gregory André Francis (* 4. April 1974 in Toronto; † 3. April 2023) war ein kanadischer Basketballtrainer und -spieler.

## Werdegang

### Spieler
Francis spielte von 1993 bis 1997 für die Mannschaft der Fairfield University im US-Bundesstaat Connecticut und lag zum Zeitpunkt seines Abschieds mit 1570 erzielten Punkten auf dem fünften Rang der Bestenliste der Universitätsmannschaft. 2003 wurde er in die Sport-Ruhmeshalle der Hochschule aufgenommen. Der Kanadier machte sich in den USA durch seine Leistung im Spiel gegen die University of North Carolina im Jahr 1997 einen Namen, als er in der ersten Runde des NCAA-Meisterschaftsturniers gegen den Ersten der Setzliste acht Dreipunktewürfe traf und insgesamt 26 Punkte erzielte.
Als Berufsbasketballspieler stand Francis 1997/98 und 1999/2000 bei Mannschaften der British Basketball League sowie 1998/1999 im Libanon bei Mariste Champville unter Vertrag. Zu Beginn der 2000er Jahre spielte er für Maccabi Hadera in Israel.

#### Nationalmannschaft
Francis nahm mit der kanadischen Basketballnationalmannschaft an der Weltmeisterschaft 1998 und den Olympischen Sommerspielen 2000 teil. 1995 gewann er mit Kanada Bronze und 1997 Silber bei Universiaden.

### Trainer
Francis war neben seinen Spielertätigkeiten im Libanon, am Mid-Cheshire College in England und in Israel als Basketballtrainer tätig, im Spieljahr 2000/01 war er Assistenztrainer der Hochschulmannschaft der Monmouth University im US-Bundesstaat New Jersey.
Zwischen 2005 und 2011 war er Cheftrainer der kanadischen Juniorennationalmannschaft, betreute unter anderem Kanadas Auswahl bei der U19-Weltmeisterschaft 2009 und war von 2007 bis 2009 zusätzlich an der Nachwuchsakademie des kanadischen Basketballverbands beschäftigt. Zeitweilig (2011 bis 2015) war er des Weiteren Assistenztrainer der kanadischen Herrennationalmannschaft.
2009 trat er zusätzlich zu seinen Aufgaben beim kanadischen Verband das Amt des Cheftrainers der Hochschulmannschaft der University of Alberta an und wurde dort Nachfolger des langjährigen Trainers Don Horwood. Francis betreute Albertas Hochschulmannschaft bis 2012. Unter seiner Leitung gab es 54 Siege und 45 Niederlagen, in der Saison 2012/13 führte er die Mannschaft zum Meistertitel in der Hochschulliga Canada West.
2012 wurde Francis Cheftrainer der University of Waterloo, übte diese Tätigkeit bis 2015 aus und wechselte im April 2015 zum kanadischen Basketballverband zurück, bei dem er innerhalb der Spitzensportförderung als technischer Direktor unter anderem für die Betreuung von Juniorennationalspielern und -trainern zuständig wurde. In seine Amtszeit fiel der bis dahin größte internationale Erfolg des kanadischen Basketballs, der Gewinn der U19-Weltmeisterschaft 2017. Im Sommer 2018 trat Francis an der Ontario Tech University das Amt des Cheftrainers der neugegründeten Basketballmannschaft an, die 2019 ihren Wettkampfbetrieb aufnahm. Seine Arbeit beim kanadischen Verband setzte er gleichzeitig fort. Francis war in zwei Spielzeiten der Trainer der Ontario Tech University, ab 2022 war er Sportlicher Leiter des Basketballverbands der Provinz Ontario.